# Meerscheider Bach
Der Meerscheider Bach ist ein 1 km langer, linker Zufluss des Radenbachs in Rheinland-Pfalz, Deutschland.

## Geographie
Der Bach entspringt etwa 600 m östlich von Niederraden auf einer Höhe von 328 m ü. NHN. Von hier aus fließt er zunächst in südwestliche Richtungen entlang der Gemeindegrenze zwischen Niederraden und Sinspelt. Im Verlauf wendet sich der Bach mehr und mehr westlichen Richtungen zu und mündet etwa 500 m südwestlich von Niederraden und 750 m nordöstlich  von Sinspelt auf 279 m ü. NHN in den Radenbach.